# Alexis Macar
Alexis Macar (Liegi, 16 ottobre 1899 – Liegi, 19 luglio 1975) è stato un ciclista su strada belga, professionista dal 1924 al 1928.

## Carriera
Fu vincitore della Liegi-Malmedy-Liegi nel 1925, e del circuito di Gand nel 1926. Nello stesso anno ottenne anche un terzo posto alla Liegi-Bastogne-Liegi.

## Palmarès
- 1925

Liegi-Malmedy-Liegi
- 1926

Circuito di Gand

## Piazzamenti

### Grandi giri
- Tour de France

1926: ritirato
1927: ritirato

### Classiche monumento
- Parigi-Roubaix

1926: 27º
1927: 36º
- Liegi-Bastogne-Liegi

1926: 3°
1927: 5°